# Tabanus arenivagus
Tabanus arenivagus är en tvåvingeart som beskrevs av Austen 1920. Tabanus arenivagus ingår i släktet Tabanus och familjen bromsar. Inga underarter finns listade i Catalogue of Life.